# Leopold de Stiria
Leopold de Stiria, supranumit cel Puternic, (n. secolul al XI-lea – d. 24 octombrie 1129) a fost un membru al dinastiei Otakarilor, margraf de Stiria de la 1122 până la moarte.
Leopold era fiul margrafului Ottokar al II-lea de Stiria cu Elisabeta de Austria din familia Babenberg. Soția sa a fost Sofia de Bavaria. El a fost succedat de fiul său, Ottokar al III-lea de Stiria.